# دهستان عنبر
دهستان عنبر یکی از دهستان‌های شهرستان مسجدسلیمان در استان خوزستان ایران است که در بخش عنبر قرار دارد.

## جمعیت
براساس سرشماری مرکز آمار ایران در سال ۱۳۹۵، جمعیت دهستان عنبر ۱۲۶۲ نفر (در ۳۸۸ خانوار) بوده‌است.